# Sophie Kleeberg

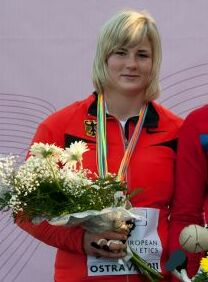
Sophie Kleeberg bei den U23-Europameisterschaften 2011

Sophie Kleeberg (* 30. Mai 1990) ist eine ehemalige deutsche Kugelstoßerin.

## Erfolge
2007 gewann Kleeberg bei den Leichtathletik-Jugendweltmeisterschaften in Ostrava die Bronzemedaille im Kugelstoßen. Im folgenden Jahr wurde sie Deutsche Jugendmeisterin und belegte bei den Leichtathletik-Juniorenweltmeisterschaften in Bydgoszcz den fünften Platz. 2009 siegte sie bei den Deutschen Jugendmeisterschaften in der Halle errang bei den Leichtathletik-Junioreneuropameisterschaften in Novi Sad die Bronzemedaille. Im Jahr darauf wurde sie Deutsche Juniorenmeisterin.
Anfang 2011 begann sich Kleeberg erstmals im Erwachsenenbereich zu etablieren. Bei den Deutschen Hallenmeisterschaften in Leipzig belegte sie hinter ihrer Vereinskameradin Christina Schwanitz und der Magdeburgerin Josephine Terlecki den dritten Rang. Kurz darauf wurde sie bei den Leichtathletik-Halleneuropameisterschaften in Paris mit persönlicher Bestleistung von 17,63 m Sechste, während Schwanitz und Terlecki Silber und Bronze gewannen. Bei den Leichtathletik-U23-Europameisterschaften in Ostrava steigerte sie sich auf 17,92 m und errang damit die Silbermedaille. Ebenfalls den zweiten Rang belegte sie wenig später bei der Universiade in Shenzhen.
In den folgenden Jahren gelangen ihr keine weiteren Leistungssteigerungen. Zwar wurde sie 2012 Deutsche U23-Meisterin und belegte bei den Deutschen Meisterschaften 2013 den fünften Platz, konnte sich aber nicht mehr für internationale Großereignisse qualifizieren. Nach anhaltenden Verletzungsproblemen beendete sie im August 2014 ihre leistungssportliche Karriere, um sich auf ihr Pädagogikstudium in Chemnitz zu konzentrieren.
Sophie Kleeberg startete zuletzt für den LV 90 Thum und wurde von Sven Lang trainiert.

## Bestleistungen
- Freiluft: 17,92 m am 15. Juli 2011 in  Ostrava
- Halle: 17,63 m am 5. März 2011 in  Paris